# Литосфера

Строение литосферы

Литосфе́ра (от греч. λίθος «камень» + σφαίρα «шар») — подвижная жёсткая оболочка Земли. Состоит из земной коры и верхней части мантии, до астеносферы, где скорости сейсмических волн понижаются, свидетельствуя об изменении пластичности пород. В строении литосферы выделяют подвижные области (складчатые пояса) и относительно стабильные платформы.
Блоки литосферы — литосферные плиты — двигаются по относительно пластичной астеносфере. Изучению и описанию этих движений посвящён раздел геологии о тектонике плит.
Для обозначения внешней оболочки литосферы применялся ныне устаревший термин сиаль, происходящий от названия основных элементов горных пород Si (лат. Silicium — кремний) и Al (лат. Aluminium — алюминий)